# Linsey Macdonald
Linsey Macdonald (Linsey Tarrel Macdonald; * 12. Februar 1964) ist eine ehemalige britische Sprinterin.
Erst 16 Jahre alt, qualifizierte sie sich 1980 mit einem britischen Rekord über 400 m für die Olympischen Spiele in Moskau, bei denen sie das Finale erreichte und Achte wurde. In der 4-mal-400-Meter-Staffel wurde die für ihre Disziplin ungewöhnlich schmächtige Athletin (1,60 m; 44 kg) als Startläuferin in jenem Teil des Wettkampfs eingesetzt, der in festen Bahnen verläuft, um Körperkontakte mit ihren Konkurrentinnen zu vermeiden. Das britische Quartett, das außerdem aus Michelle Probert, Joslyn Hoyte-Smith und Donna Hartley bestand, erlief sich die Bronzemedaille.
Damit war auch der Höhepunkt ihrer sportlichen Laufbahn erreicht, denn mit zunehmendem Trainingsaufwand machten ihr Verletzungen zu schaffen. 1981 gewann sie Bronze bei den Junioren-Europameisterschaften. Im Jahr darauf schied sie bei den Leichtathletik-Europameisterschaften in Athen im Vorlauf aus und holte bei der 4-mal-400-Meter-Staffel der Commonwealth Games in Brisbane Bronze mit der schottischen Mannschaft.
Linsey Macdonald startete für den Pitreavie AAC. Nach einer Ausbildung zum Chemieingenieur begann sie ein Medizinstudium. Heute lebt sie mit ihrem Ehemann und zwei Söhnen in Hongkong, wo sie als Hausärztin tätig ist.

## Persönliche Bestzeiten
- 100 m: 11,70 s, 24. Mai 1980, Edinburgh
- 200 m: 23,33 s, 9. Juni 1982, London
- 400 m: 51,16 s, 15. Juni 1980, London (ehemaliger britischer Rekord)